# Corey
Corey  è un nome proprio di persona inglese maschile.

## Varianti
- Maschili: Cory[2], Korey[1], Kory[1]
- Femminili: Corey[2], Cori[1][2], Kori[1]

## Origine e diffusione
Riprende il cognome inglese Corey, che può essere derivato da due differenti nomi norreni: Kóri, di significato ignoto (forse da korpr, "corvo") e Kári (da karr, "ricciolo [di capelli]").
Il nome conobbe particolare diffusione a partire dagli anni sessanta, grazie alla popolarità di Corey Baker, un personaggio della serie televisiva Giulia.

## Onomastico
Nessun santo porta il nome Corey, che quindi è adespota: il suo onomastico ricade pertanto in occasione di Ognissanti, il 1º novembre.

## Persone

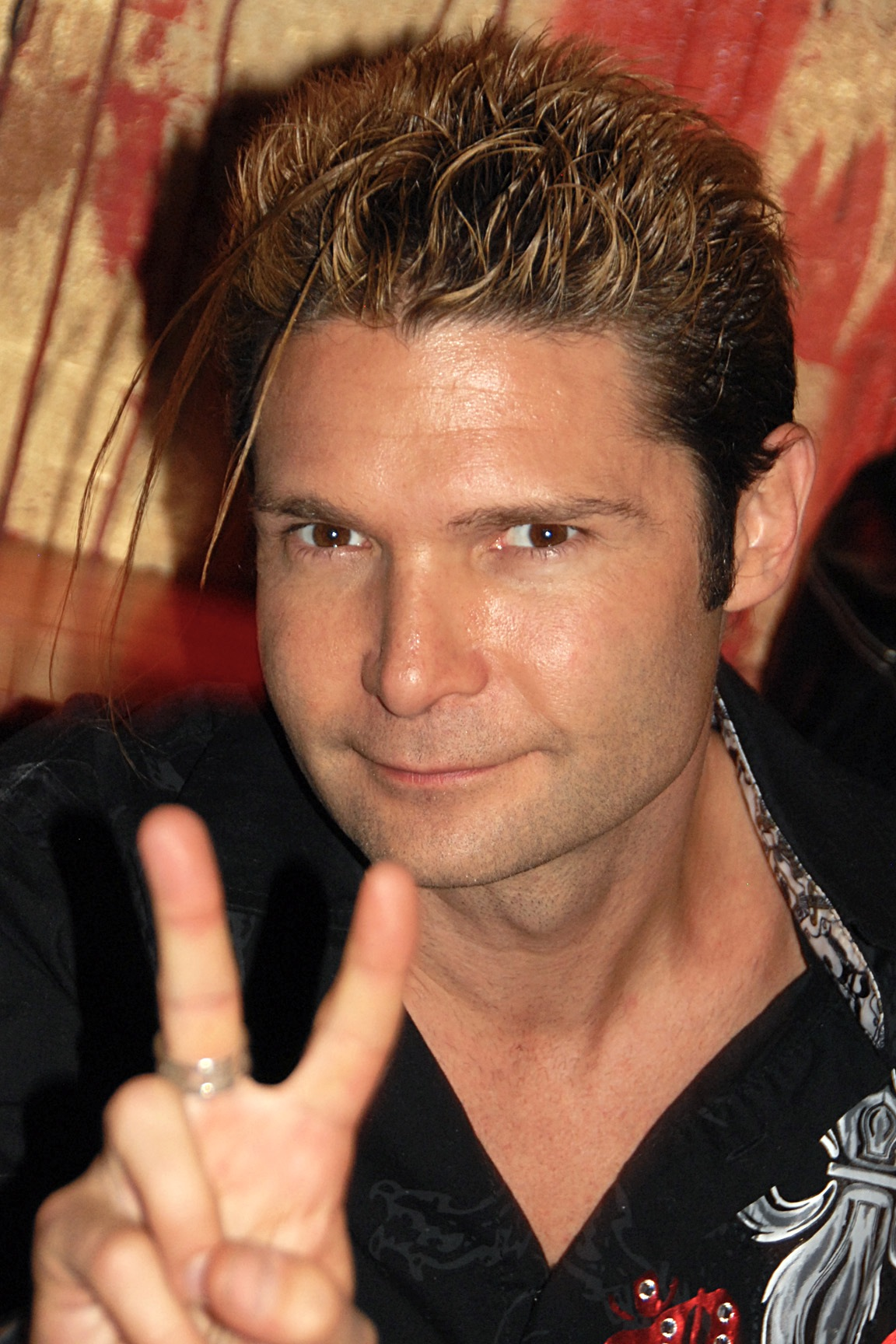
Corey Feldman

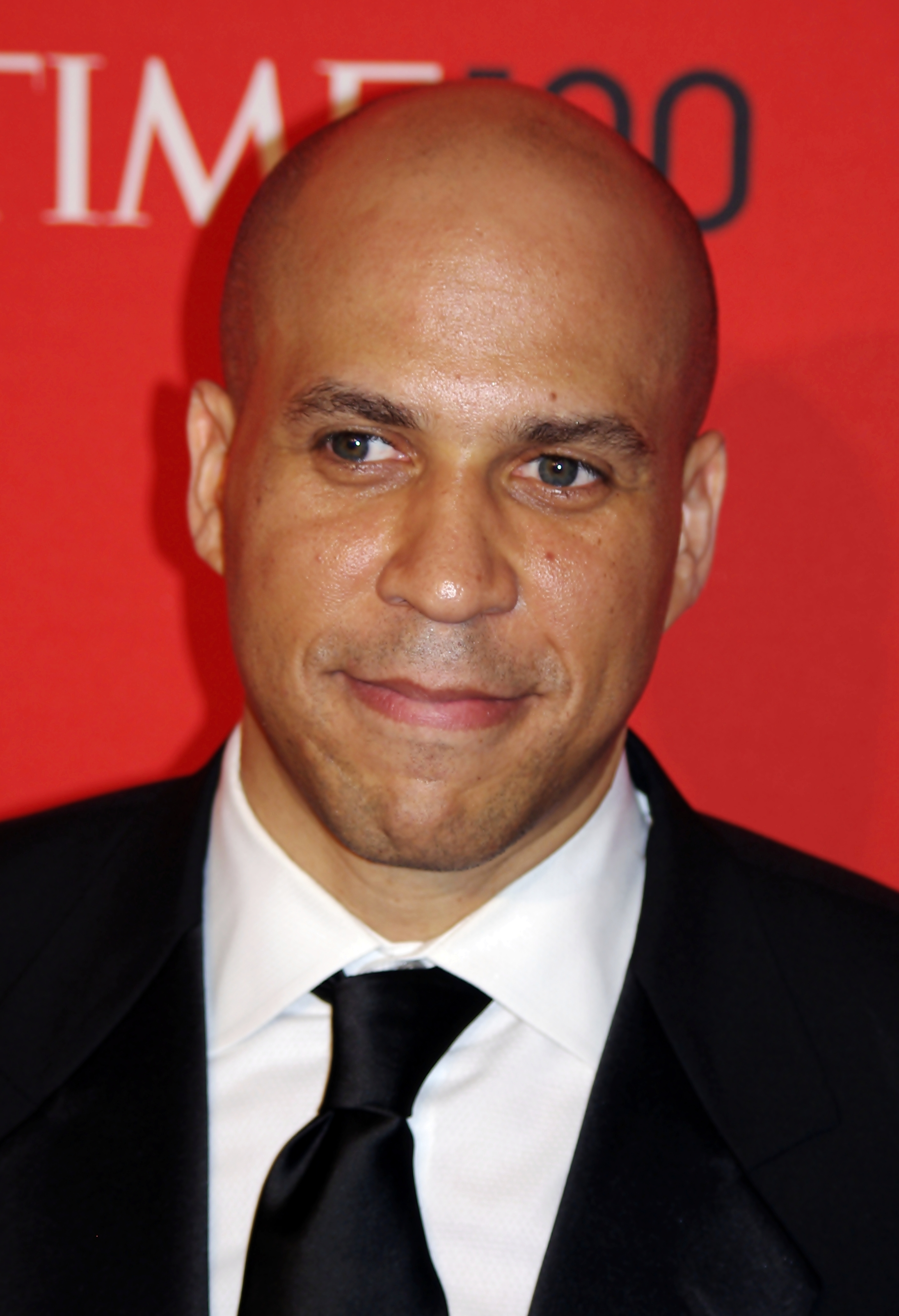
Cory Booker

- Corey Allen, regista e attore statunitense
- Corey Burton, doppiatore statunitense
- Corey Dillon, giocatore di football americano statunitense
- Corey Feldman, attore statunitense
- Corey Glover, cantante e attore statunitense
- Corey Hart, cantante canadese
- Corey Kent, cantante statunitense
- Corey Maggette, cestista statunitense
- Corey Sevier, attore canadese
- Corey Stoll, attore statunitense
- Corey Taylor, cantante e chitarrista statunitense
- Corey Webster, giocatore di football americano statunitense

### Variante Cory

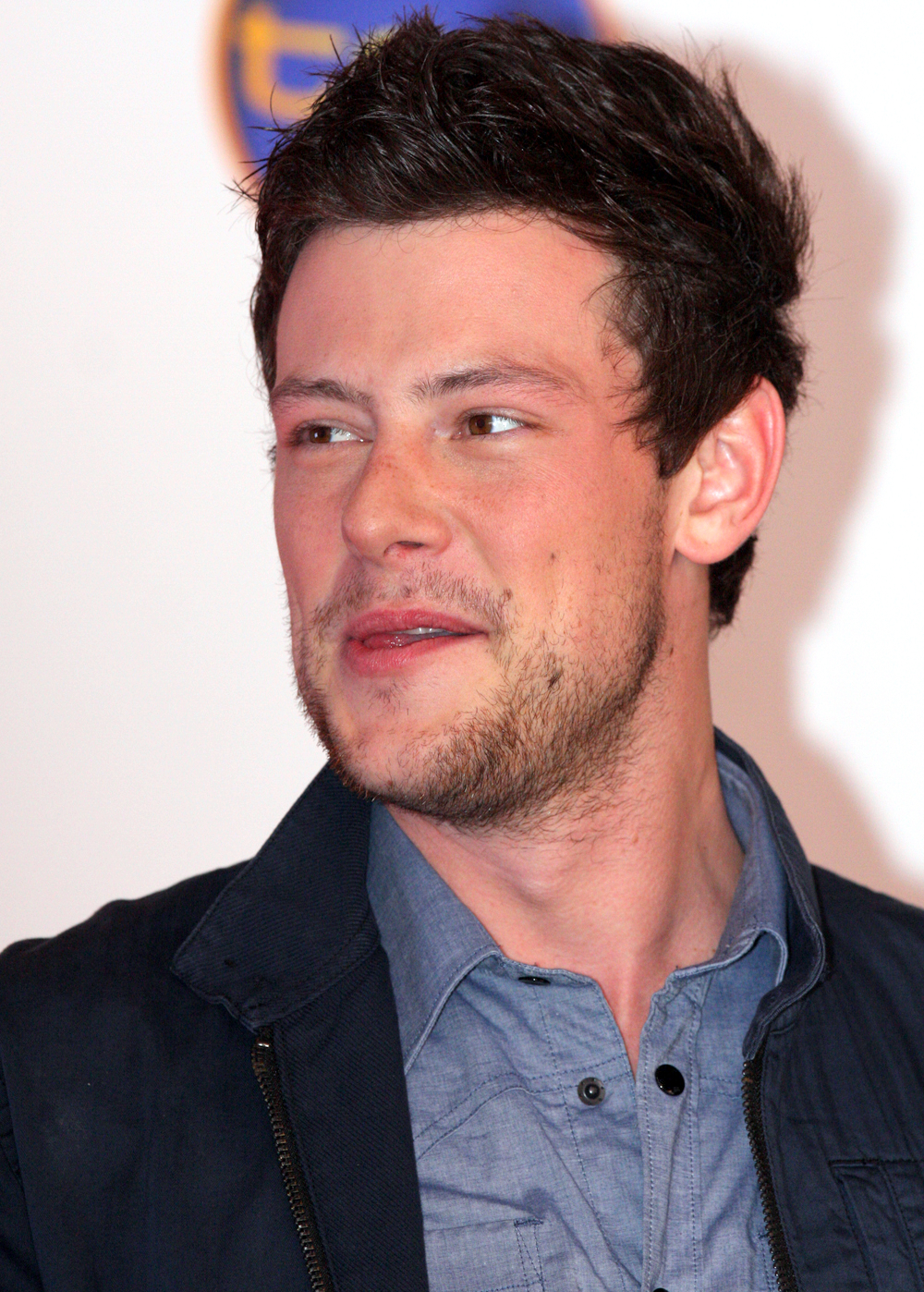
Cory Monteith

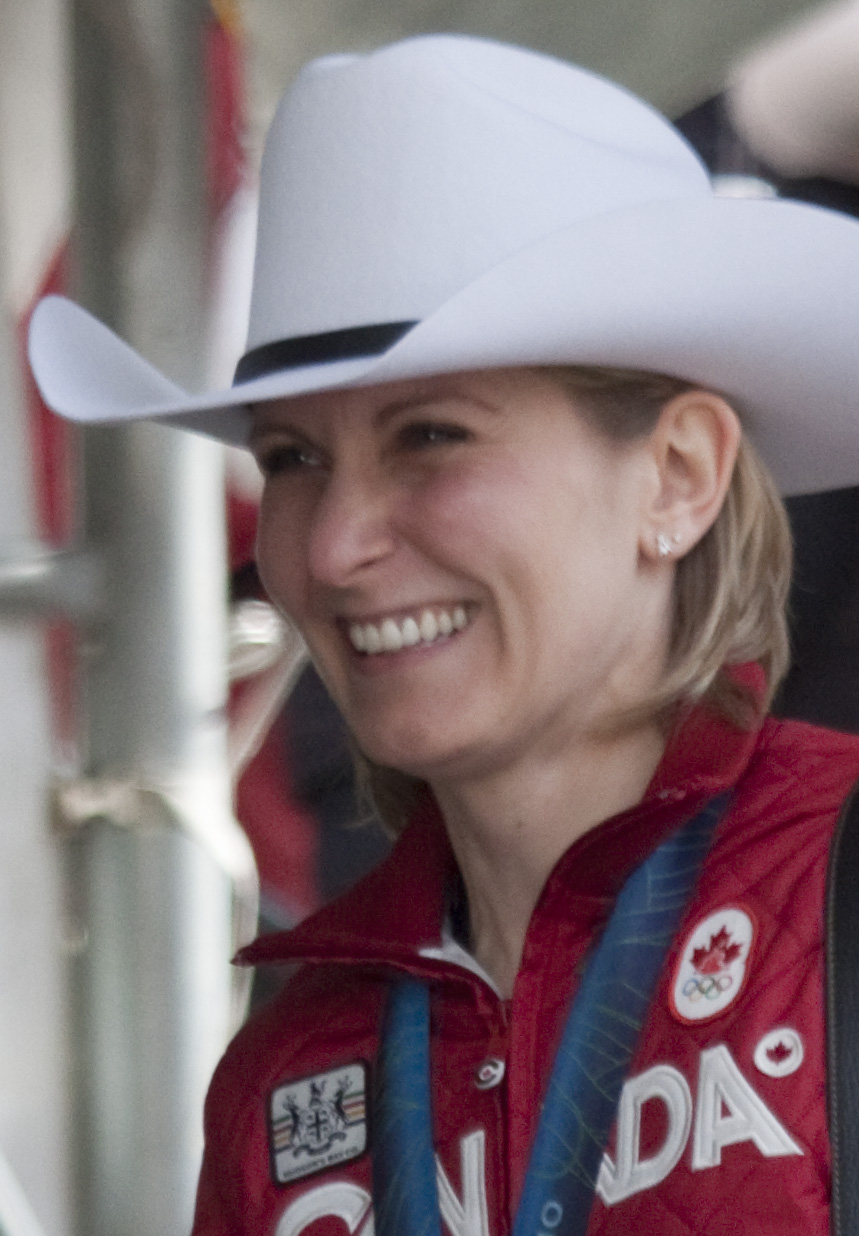
Cori Bartel

- Cory Alexander, cestista statunitense
- Cory Arcangel, artista statunitense
- Cory Blackwell, cestista statunitense
- Cory Booker, politico statunitense
- Cory Carr, cestista statunitense
- Cory Doctorow, giornalista, scrittore e noto blogger canadese
- Cory Edwards, regista, scrittore e cabarettista statunitense
- Cory Gibbs, calciatore statunitense
- Cory Higgins, cestista statunitense
- Cory Hightower, cestista statunitense
- Cory Jane, rugbista a 15 neozelandese
- Cory Joseph, cestista canadese
- Cory Martin, atleta statunitense
- Cory Mazzoni, giocatore di baseball statunitense
- Cory Monteith, attore e cantante canadese
- Cory Nelms, giocatore di football americano statunitense
- Cory Schneider, hockeista su ghiaccio statunitense
- Cory Spinks, pugile statunitense
- Cory Underwood, cestista statunitense
- Cory Violette, cestista statunitense
- Cory Wade, giocatore di baseball statunitense

### Altre varianti maschili
- Cori Blakebrough, cestista canadese
- Korey Hall, giocatore di football americano statunitense
- Kory Lichtensteiger, giocatore di football americano statunitense

### Varianti femminili
- Cori Bartel, giocatrice di curling canadese
- Korey Cooper, tastierista e chitarrista statunitense
- Kori Carter, ostacolista statunitense
- Cory Kennedy, modella statunitense
- Cory Lee, cantante canadese

## Il nome nelle arti
- Corey Baker è un personaggio della serie televisiva Giulia.
- Cory Baxter è un personaggio delle serie televisive Raven e Cory alla Casa Bianca.
- Corey Wilde è un personaggio del videogioco Obscure 2.